# 4 World Trade Center (1977-2001)
Cet article concerne un gratte-ciel de New York. Pour les autres bâtiments, voir World Trade Center (homonymie).
Ne doit pas être confondu avec Four World Trade Center.

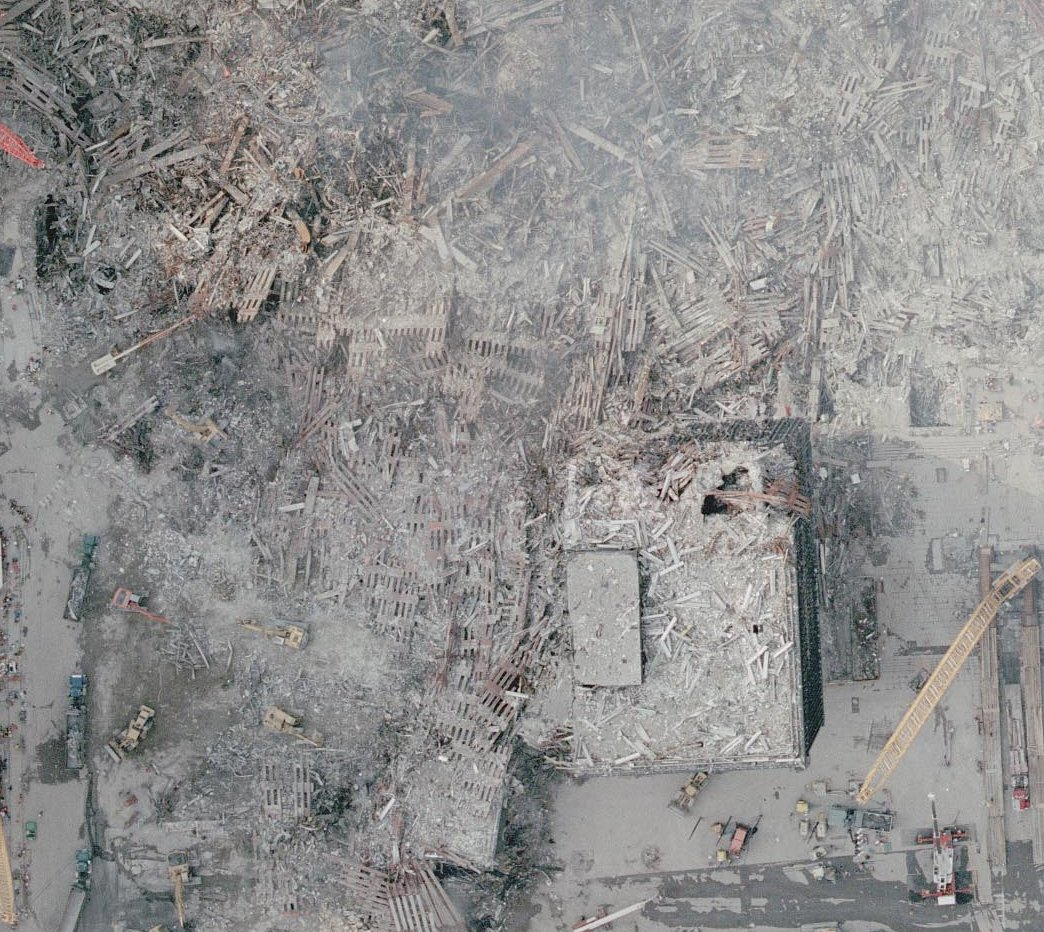
Image aérienne NOAA du 4 WTC le 23 septembre 2001 après les attaques. La plus grande partie du bâtiment a été détruite lors de l'effondrement de la Tour 2, seule une petite partie étant restée debout. Le nord correspond au coin en haut à droite de l'image.

Le 4 WTC, dans le coin sud est du complexe.

Four World Trade Center (4 WTC) était un  immeuble de bureaux de 9 étages, d'une hauteur de 134'-8" (40,9 m), dans le coin sud-est du site du World Trade Center, à New York City à l'extrême sud de Manhattan. Il fut endommagé lors des attentats du 11 septembre 2001 et par la suite démoli.
Les principaux locataires de ce bâtiment étaient la Deutsche Bank (aux étages 4, 5 et 6) et le New York Board of Trade (aux étages 7, 8 et 9).

### Autres anciens bâtiments du complexe
- 1 et 2 World Trade Center
- Marriott World Trade Center (3 World Trade Center)
- 5 World Trade Center
- 6 World Trade Center
- 7 World Trade Center

### Nouveaux bâtiments du complexe
- One World Trade Center
- Two World Trade Center
- Three World Trade Center
- Four World Trade Center
- Seven World Trade Center